# ポール・キャメロン
ポール・キャメロン（Paul A. Cameron A.S.C., 1958年5月30日 - ）は、カナダ・モントリオール出身の撮影監督。

## 来歴
ニューヨークおよびその近郊で育つ。ニューヨーク州立大学卒業。
2006年、全米撮影監督協会の会員となった。

## 主なフィルモグラフィー
- 最後の晩餐/平和主義者の連続殺人 The Last Supper (1995)
- 60セカンズ Gone in 60 Seconds (2000)
- ソードフィッシュ Swordfish (2001)
- マイ・ボディガード Man on Fire (2004)
- コラテラル Collateral (2004) ディオン・ビーブと共同、英国アカデミー賞 撮影賞・ロサンゼルス映画批評家協会賞 撮影賞受賞
- デジャヴ Déjà Vu (2006)
- ランド・オブ・ウーマン/優しい雨の降る街で In the Land of Women (2007)
- フェイク・クライム Henry's Crime (2010)
- 崖っぷちの男 Man on a Ledge (2012)
- トータル・リコール Total Recall (2012)
- ウエストワールド Westworld (2016-)
- トレイン・ミッション The Commuter (2018)
- ウエストワールド Westworld (2022)
- メイヤー・オブ・キングスタウン Mayor of Kingstown (2024)